# 毛利蘭
毛利 蘭（もうり らん）は、『週刊少年サンデー』で連載されている青山剛昌原作の漫画作品、およびそれを原作とするテレビアニメなどのメディアミックス『名探偵コナン』の作品に登場する架空の人物であり、同作のヒロイン。
アニメでの声優は山崎和佳奈が担当する。ドラマでの俳優は黒川智花（単発第1・2作）、忽那汐里（単発第3・4作、連続ドラマ）が担当。

## 概要
工藤新一の幼馴染で恋人である。父親は探偵の毛利小五郎、母親は弁護士の妃英理。
新一の帰りを待つ一方で、居候である江戸川コナンの姉のような役割を果たす。また、別居中の母に代わって毛利家の家事全般を担っており、父の悪癖を制止する歯止め役でもある。空手（韓国語版およびフランス語版ではテコンドー）を得意とする。鈴木財閥の令嬢である鈴木園子は幼馴染で親友。
一人称は「わたし」。周囲からの呼称は「蘭姉ちゃん（コナン・小嶋元太から。コナンが興奮したときなどには新一の口調に戻って「蘭」と呼んでしまうこともある。）」、「蘭（新一・両親・園子）」、「蘭君（阿笠博士・目暮警部・工藤優作・世良真純）」、「蘭お姉さん（吉田歩美）」、「蘭さん（円谷光彦・安室透・男性警察関係者）」、「（毛利の・探偵事務所の）姉ちゃん・ねーちゃん（服部平次）」、「蘭ちゃん（遠山和葉・工藤有希子・女性警察関係者）」、「毛利サン（FBIのジョディ）」、「エンジェル（ベルモット）」、「毛利（塚本数美）」。灰原哀からは直接名前を呼ばれる機会はないが、コナンとの会話の中では「彼女」もしくは「探偵事務所の子」と呼ばれている。
アニメのキャストクレジット順は、基本的にコナン役の高山みなみに次いで、蘭役の山崎和佳奈は2番目表記だが、神谷明の毛利小五郎役の時期は3番目に表記される回もあった。
名前の由来はアルセーヌ・ルパンの作者である「モーリス・ルブラン」で、「蘭」は作者のお気に入りの名前の一つでもあったため。作中で本人は、自身の名前について「『RUN』（ラン）で『走るために生まれてきたような名前』」だと述べている。

## 人物像
帝丹高校2年B組に在籍。年齢は登場時16歳。誕生日は不明。空手部の主将を務めており、都大会や関東大会での優勝経験もある。
容姿
可憐な美人であり、作中で数人の男性に声をかけられたり、言い寄られたりしている。スタイルも良いため、降板した女優の代役としてスカウトされたこともある。
髪型はストレートなロングヘア（まれにポニーテールにしている）で、天然ウェーブがかっているピンと跳ねた前髪がトレードマーク。幼少期から前髪は跳ねていたが、ロングヘアではなかった。身長は高校1年生になった時点で160センチメートル。
デザインは『まじっく快斗』のヒロイン・中森青子が元で、2人の容姿はよく似ているが、新一やキッドとは異なり作中で言及されたことはない。作者によるとただ単に描き分けの問題とのこと。さらに、ヴェスパニア王国のミラ王女とも容姿が似ており、ミラ王女が逃亡するために蘭は入れ替わりをさせられ、その時はコナン達だけでなくルパン三世までも惑わされてしまっていた。

性格
真面目で礼儀正しく、面倒見の良い常識人。温かく控えめで、誰とでも仲良くなれる優しさを持つ。そのため彼女を心から慕う人が多い。強い献身性を持つ反面で好戦的でもあり、それが原因で自らピンチに陥ってしまう場合もある。また、お人好しな性格から騙される事も少なくない。
思い込みが激しい一面も持ち、痴漢に遭ったと思った際や、不審な人物に遭遇した際は問答無用で蹴りを放つことも多い。時々不手際をする事もあり、別荘に来た時にノックもせずドアを開けては、そこにいた人達を次々と驚かせてコナンからも呆れられていた。
お節介なほどに恋愛絡みの話が大好きで、平次に思いを寄せる和葉の背中を度々押している。自ら大胆な行動に出ることも多く、剣道大会で優勝したら和葉に告白するという平次の気持ちを察して彼が優勝できるかどうかを独自に調査したり、さらには平次や沖田に代わって犯人を一撃で倒して2人を強引に試合場所に連れて行くなどのサポートを行っている。殺人事件の現場でさえも、園子や和葉、佐藤美和子、上原由衣等といった女性達を相手に、事件と全く関係の無い恋愛絡みの質問や会話を始めてしまう。
人のいないところで涙を流し、泣きながらでも逆境に立ち向かう意志の強さがある。当初は殺人事件に遭遇したショックで泣きじゃくったりよく眠れなかったりすることがあったが、事件に遭遇する頻度が増えるに伴って、その傾向はほとんどなくなった。
ロンドンで新一に告白されてからは、彼に倣って犯罪者でも死なせないようにしている。事件の犯人が語る動機が切実なものであった場合には涙を流したり、同情の色を見せることも多い。反対に身勝手で罪悪感のかけらもなかったり、自分や友人・知人に危害を加えたりする犯人には激昂したり空手で容赦ない制裁を与えたりすることがある。また、父親の小五郎に対しても、空手で制裁を加えることがある。
コナンと一緒に入浴したり布団に入ったりもするが、コナンの正体が新一だと疑っている間は、赤面しながら恥ずかしがっていた。
父親の小五郎に対しては、日常生活のだらしなさについて呆れることも多いが、新一が探偵として活躍していた時は「お父さんの仕事が減っている」とぼやいたこともある。

推理力
その環境から事件現場に居合わせることが多いが、自ら率先して捜査行動などをすることは少ない。しかし、普通の女子高生より推理力は優れており、時にはコナンも気付けなかった点を指摘したり、新一の力を借りつつも半ば自力で事件を解決することもある。「事件に深く関わりすぎて姿を隠さなければならなくなり、阿笠博士の作った薬で小さくなってコナンに変装している」という推理を、本来の姿に戻った新一の前で話したこともある。
また、現場で違和感を覚えたことを記憶していたり、ある事件でコナンが時計型麻酔銃を使う様子を2度も見つけるなど、観察眼にも長けている。一方で、自身に向けられた悪意には鈍感である。

学業成績
得意科目は国語で、ライトノベルを中学時代に愛読しており、三国志にも詳しい一方、『南総里見八犬伝』は知らない。英語も、早口で話しかけられると聞き取れないが、日常会話なら可能である。また、音楽も『月光』の第一楽章を弾ける程度のピアノの腕前を持つ。なお、数学は苦手な模様である。

家事
全般が得意で、特に料理は様々な種類のものが作れるほど。編み物はアラン模様のセーターを編めるほどの腕前。

嗜好
「梅干のスッパ君」のキーホルダーをかわいいと言ったり、携帯にナマコ男のストラップをつけたり、パンダの着ぐるみパジャマを着たりと、美的センスはかなり独特である。少女趣味な一面も見られる。また、恋愛映画が好きで、ファッションの流行にも敏感。
劇場版第1作『時計じかけの摩天楼』では、好きな色が「赤」であることが明らかになっている。
憧れの人は元空手日本チャンピオンの前田 聡（まえだ さとる、声 - 荒川太郎）で、彼への憧れが空手を始めたきっかけである。

その他
雷が苦手であるほか、お化けや怪物、怪談の類が大の苦手。方向音痴であるため、単独行動を取っては迷子になる場面も多い。
麻雀やポーカーなどのゲームはで強運ぶりを見せており、くじ運もある。
別居中の両親の仲を取り持とうとしばしば策を講じるが、大抵は失敗に終わっている。しかし、全く無意味に終わっているわけでもなく、当初に比べると徐々に両親の仲は縮まりつつある。
『剣勇伝説YAIBA』の最終回では、ヒロイン・峰さやかの自宅のテレビにコナンと共に映っている。
アニメでは母方の祖父が小五郎の回想シーンに登場しているが、孫である蘭との絡みは描かれていない。
クロスオーバー作品『ルパン三世VS名探偵コナン』シリーズでは、ルパン一味（ルパン三世・次元大介・石川五ェ門・峰不二子）や銭形警部と面識を持つ。特に次元には、『ルパン三世VS名探偵コナン THE MOVIE』でベルツリータワーにて転落死の危機に瀕したところを、コナンとの協力によって助けられている。

## 身体能力
周辺状況や精神状態によって多少のばらつきは見られるが、空手を中心に高い身体能力を有している。
電柱に拳を手首の深さまでめり込ませてヒビ割れを生じさせたりドアを蹴破ったりするなど、常人離れした破壊力の持ち主であり、格闘能力は刃物類を持つチンピラや凶悪犯を返り討ちにするほどである。空手以外の格闘技も含めて攻撃を見ただけでその威力を見抜くと共に、相手の能力に対する洞察力も持ち合わせている。至近距離からの射撃に対して引き金と銃口の向きを観察する視力と、銃弾を紙一重で回避する反射神経を備えている。また、剣道の有段者である犯人を飛び蹴りの一撃で倒したこともある。
人数が極端に多い場合や、相手が日本トップクラスのプロ格闘家の場合は、苦戦することがある。また、背後からのスタンガンを使った不意打ち攻撃には、しばしば気絶させられている。さらに、相手の風貌に恐怖心を感じて動けなくなったことや、抵抗できないほど衰弱していたために犯人に人質に取られたことなどもある。
力持ちで敏捷性が高く、バク転を披露したこともある。新一や園子によれば、幼少期から体力と根性があった様子。ただし、スケートは苦手としている。
把握していたコツだけで放ったシャイニング・ウィザードの一撃で現役プロレスラーの犯人を昏倒させる、誤って自分のもとに飛んできたサッカーボールをかつて見た新一の蹴りを参考に空手の要領で蹴り返すなど、技を応用することにも長けている。
アニメでの小五郎と違って極端な高所恐怖症とは設定されていないが、高層ビルなどの高所にはそれなりの反応を見せる。しかし、そこで危機に瀕した者がいた際には迷わず救助に動いており、消火用ホースを命綱にしてコナンを抱えたまま飛び降りることや、その直後に窓ガラスを蹴破って屋内へ着地することすら行っている。
『ルパン三世VS名探偵コナン』と『ルパン三世VS名探偵コナン THE MOVIE』に登場した青年当主キース・ダン・スティンガーには、空手の実力と睡眠薬の効きが遅い体質、さらには目覚めても悲鳴すらあげない沈着さから、コナンの能力も含めて「君たちは何者なんだ」と驚かれている。

## 新一（コナン）との関わり

工藤新一と毛利蘭のブロンズ像

新一とは、物語開始の13年前、保育園に彼が転入してきた時からの付き合いであり、彼のことになると周りが見えなくなってしまうほどに好意を寄せているで、新一が他の女性に取られそうになったり彼が自分に隠し事をしていたりすることがわかると普段の優しさが一転し、執念深く嫉妬深い性格へと豹変する。
普段は新一が帰ってこないことに対して憎まれ口を叩いてはいるものの、心配で眠れなくなったり、陰で涙を流したりしている。
親友の鈴木園子や遠山和葉に新一との仲を冷やかされると、以前は素直になれずに完全否定していたが、ロンドンで新一から告白されたのを境に、「新一の彼女」を自負するようになる、その後は告白の返事をすることができなかったが、最終的には修学旅行で訪れた清水寺において新一の頬にキスをする形で返事をした。さらに旅行後も新一に「わたし達付き合ってるって事で、いいんだよね?」と仲を公認するかのようなメールを送り、完全に恋人同士となった。
新一から贈られた携帯電話を愛用している。同じく新一から贈られたストラップについているナマコ男（青山剛昌の作品・『YAIBA』の登場キャラクター）のマスコットは、そのコマでの蘭に合わせて表情が変わる。
コナンの正体が新一だと確信したことは何度かあるが、コナンや事情を知っている関係者に誤魔化されることがその都度繰り返され、現在は「新一は事件のため遠くに行ったまま」と信じている。
その一方、眼鏡を外したコナンの素顔が新一の幼少時代に酷似していると分かってからは、コナンに新一の姿を重ねることが以前よりも多く繰り返されている。コナンの観察力・推理力が優れていることに対しては、時に疑問を抱きつつも受け入れている。コナンが好きな相手は灰原だと思っている。

## 服装
初期でも現在でも流行のファッションを着用しているが、ガングロやゴスロリのような奇抜なファッションは、好んでは選択しない。私服の時はオーバーニーソックス（色は黄、白、緑、黒など）を履いていることもあるが、まれにオーバーニーソックスにブーツという組み合わせで履いたり、へそ出しルックも着用していることがある。
制服のスカートは初期は膝下だったが、以降は膝上になっている。また、ズボンの場合はショートパンツやスパッツのような短いものを履くことが多い。ドラマ版でも私服はショートパンツにオーバーニーソックスの組み合わせが多い。
通学用の靴はスニーカー（色は赤や緑）からローファーやブーツ（短めだったり、長めだったりする）、靴下は白の短いソックス（三つ折り）から紺色のハイソックスに替わったが、上着を脱いだベスト姿も時折登場する。また、普段はサイハイブーツなどは履かないが、アニメオリジナルで一度だけ履いたことがある。
私用の水着は、初期は露出度の高いハイレグを着用していたがが、その後はレイヤードなどビキニを中心としたものを好む傾向が見られる。
下着は白色であることが多く、コナン（=新一）に何度も見られている。
アニメオリジナルでは、アイドル歌手のリサ・パープル（声 - 明坂聡美）に扮するコスプレの衣装に身を包んでいたが、それが原因で彼女と間違えられて誘拐されたことがある。

## 黒の組織との接触
コナン（新一）の宿敵である黒ずくめの組織とは、自身が気付かない（組織の存在を知らない）うちにメンバーのベルモット、バーボン、キール、ラムと深く接触している。
ベルモット
ニューヨークで、工藤有希子からシャロン・ヴィンヤードとして紹介されたのが蘭との最初の出会いである。その後、通り魔に変装していた際ビルから転落しかけたところを蘭に助けられ、以後、蘭を「エンジェル」と呼び組織と関わらせないようにしている。蘭は、ベルモットが変装した新出智明に車で送ってもらったり、診察を受けたりしたことがある。また、ベルモットに射殺されかけた灰原哀を蘭が身を挺して守ろうとしたこともある。ベルモットが榎本梓に変装していた際には、その言動から変装を見抜いている。

バーボン（安室透）
小五郎の弟子として毛利探偵事務所や喫茶店「ポアロ」で会話をしているほか、コナンが誘拐された際の追跡劇では車内で抱き寄せられている。

キール（水無玲奈）
父の依頼人である日売テレビアナウンサーの水無玲奈として面識を持ち、彼女の家に一晩泊まり込んでいる。

ラム
小五郎に弟子入りした板前・脇田兼則として、毛利探偵事務所や寿司屋「いろは寿司」で会話をしている。

その他のメンバー
現在まで、車のトランクから飛び出した際にカルバドスに狙撃されたことや、劇場版でアイリッシュおよびピンガと交戦したことを除いて直接の接触はないが、新一とデートした際に居合わせたジンとウォッカに関しては、「新一が妙に気にしていた黒ずくめの人たち」と認識している。新一が姿を消すようになったのも、「黒ずくめの人たちが原因ではないか？」と考えている部分もある。

## 人気投票ランキング
第1回キャラクター人気投票での順位は6位（116票）、2011年のテレビ&劇場版15周年記念のキャラクター人気投票では5位、2012年の『週刊少年サンデー』連載800回記念キャラクター人気投票では6位、『ダ・ヴィンチ』2014年5月号での好きなキャラクターランキングでは5位、『名探偵コナン 50+SDB』でのファン投票人気キャラクターランキングでは総合ランキングと1番好きなキャラランキングで3位だった。2020年5月7日発売の雑誌『ダ・ヴィンチ』2020年6月号で実施された「読者にしあわせを与えてくれたキャラ」ランキングでは6位を獲得した。